# لودمیلا کروانووا
 لودمیلا کروانووا (اسلواکی: Ľudmila Cervanová؛ زاده ۱۵ اکتبر ۱۹۷۹) یک تنیس‌باز اهل اسلواکی است. 